# Tlalapa, Ayutla de los Libres
Tlalapa är en ort i Mexiko.   Den ligger i kommunen Ayutla de los Libres och delstaten Guerrero, i den södra delen av landet, 270 km söder om huvudstaden Mexico City. Tlalapa ligger 376 meter över havet och antalet invånare är 377.
Terrängen runt Tlalapa är kuperad åt nordost, men åt sydväst är den platt. Runt Tlalapa är det ganska tätbefolkat, med 58 invånare per kvadratkilometer. Närmaste större samhälle är Ayutla de los Libres, 2,7 km sydost om Tlalapa. Omgivningarna runt Tlalapa är en mosaik av jordbruksmark och naturlig växtlighet.